# Friday Night in San Francisco
„Friday Night in San Francisco“ е концертен албум на китарното трио Ал Ди Меола, Джон Маклафлин и Пако де Лусия, издаден през 1981 г. Записан е в Warfield Theatre, Сан Франциско на 5 декември 1980 г.

## Изпълнители
- Ал Ди Меола – китара
- Джон Макалфлин – китара
- Пако де Лусия – акустична китара